# Fort Libéria
Le fort Libéria est situé sur la commune de Villefranche-de-Conflent dans le département des Pyrénées-Orientales, au confluent des vallées de la Têt, de la Rotja et du Cady.

## Historique
Le fort Libéria a été construit par Vauban après le rattachement du Roussillon et d'une partie de la Cerdagne à la France par le traité des Pyrénées, à compter de 1681, en même temps que la citadelle de Mont-Louis située dans la partie supérieure de la vallée de la Têt, à 1 600 m d’altitude, Vauban considérait en effet que la place forte de Villefranche-de-Conflent était trop facilement prenable et devait donc être renforcée par un fort à proximité, placé sur ses hauteurs. Le fort est relié à la cité de Villefranche par un escalier souterrain de 734 marches construit entre 1850 et 1853 sur la décision de Napoléon III. Il domine ainsi le village d'une hauteur de 150 mètres environ.
Le fort servit un temps de prison d'État notamment pour les responsables de l'affaire des poisons (1682-1683) sous Louis XIV. C'est un symbole de l'absolutisme du roi Soleil, qui n'hésita pas à enfermer à vie des personnes pour étouffer une affaire mettant notamment en cause l'une de ses anciennes favorites, Madame de Montespan. Anne Guesdon, femme de chambre de la marquise de Brinvilliers et La Chapelain y restèrent respectivement enfermées trente-six et quarante-trois ans, jusqu'à leur mort. Les prisonnières n'avaient pas de contact avec l'extérieur et certaines tissaient pour s'occuper.
Le fort Libéria n'a connu qu'une seule fois l'épreuve de la guerre. C'était à l'été 1793, sous la Révolution française, alors que la Convention devait faire face aux armées des monarchies européennes coalisées après l'exécution de Louis XVI en janvier de la même année. La garnison du fort Libéria, bombardée par des canons sur les hauteurs, dut se rendre aux troupes espagnoles. Certains remparts et guérites du fort furent détruits à cette occasion mais rapidement restaurés. Il apparut que le fort Libéria n'était que dissuasif, que les canons du fort n'avaient jamais pu atteindre les positions espagnoles, et que la garnison du fort n'avait pas pu avoir une réelle vue sur l'avancée de l'ennemi. Mais les troupes de Catalogne dirigées par Antonio Ricardos se retirèrent rapidement, faute de véritables directives.
Lorsque l’armée française délaisse le fort,  le « Domaine » le met en vente. Un premier propriétaire privé fait son apparition en 1925 : M. Laurens. Cette personne, ancien armateur à la retraite, avait dans l'idée d'en faire une maison de retraite pour les marins. Dans le but d'aménager le fort pour ses pensionnaires, M. Laurens fit raser la caserne des officiers située au premier niveau de la forteresse afin d'aménager une cour d'honneur. Du fait de l'accès difficile et de l'éloignement de la mer, son projet n'eut pas le succès escompté. Le fort fut remis en vente et acheté en 1955 par Marcel Puy, qui en fit cadeau de mariage à son épouse. Finalement, M. Puy signa en 1984 un bail emphytéotique avec quatre commerçants de la cité de Villefranche et, après trois années de restauration, le fort fut ouvert au public en 1987.

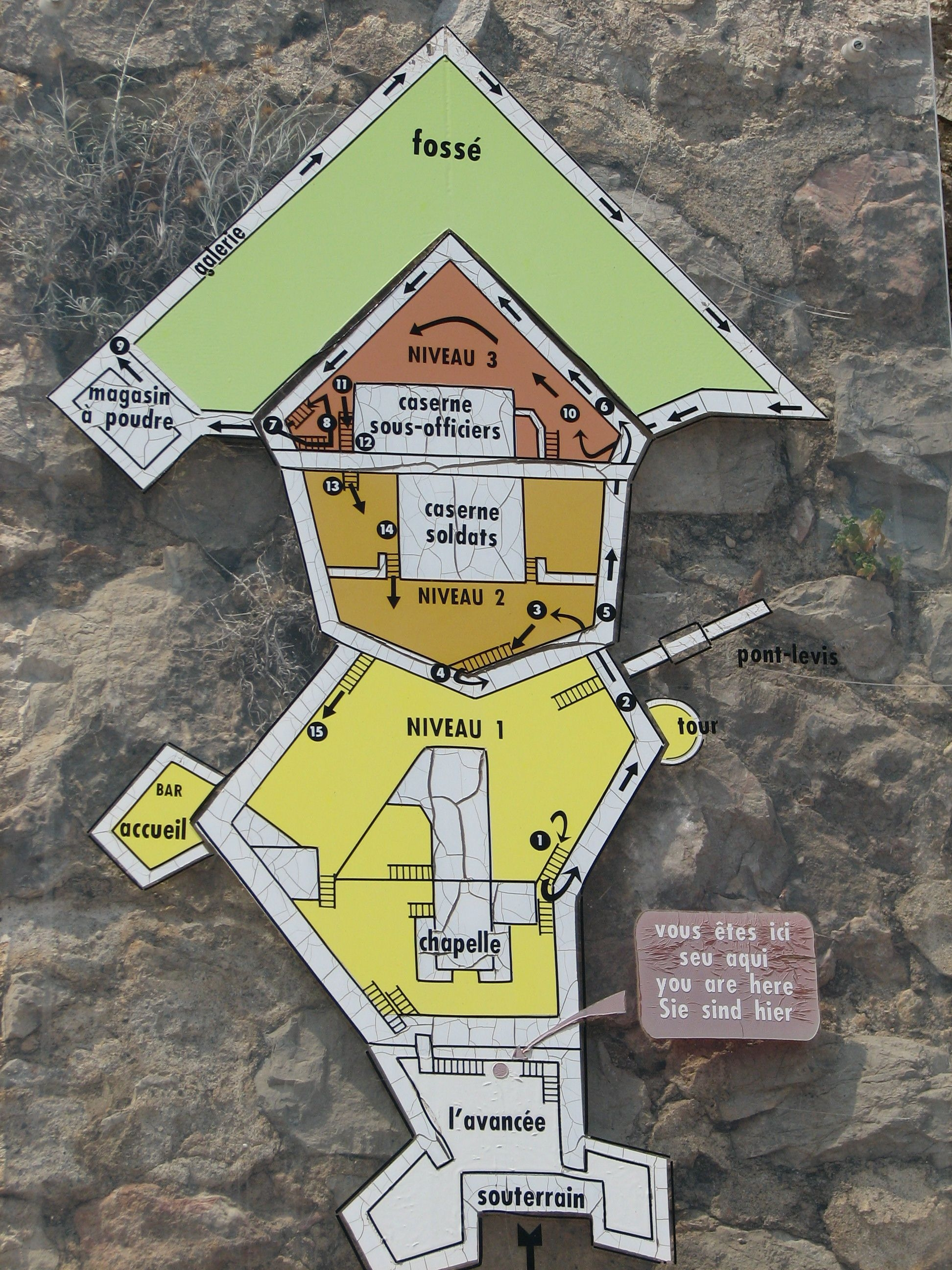
Plan du fort.
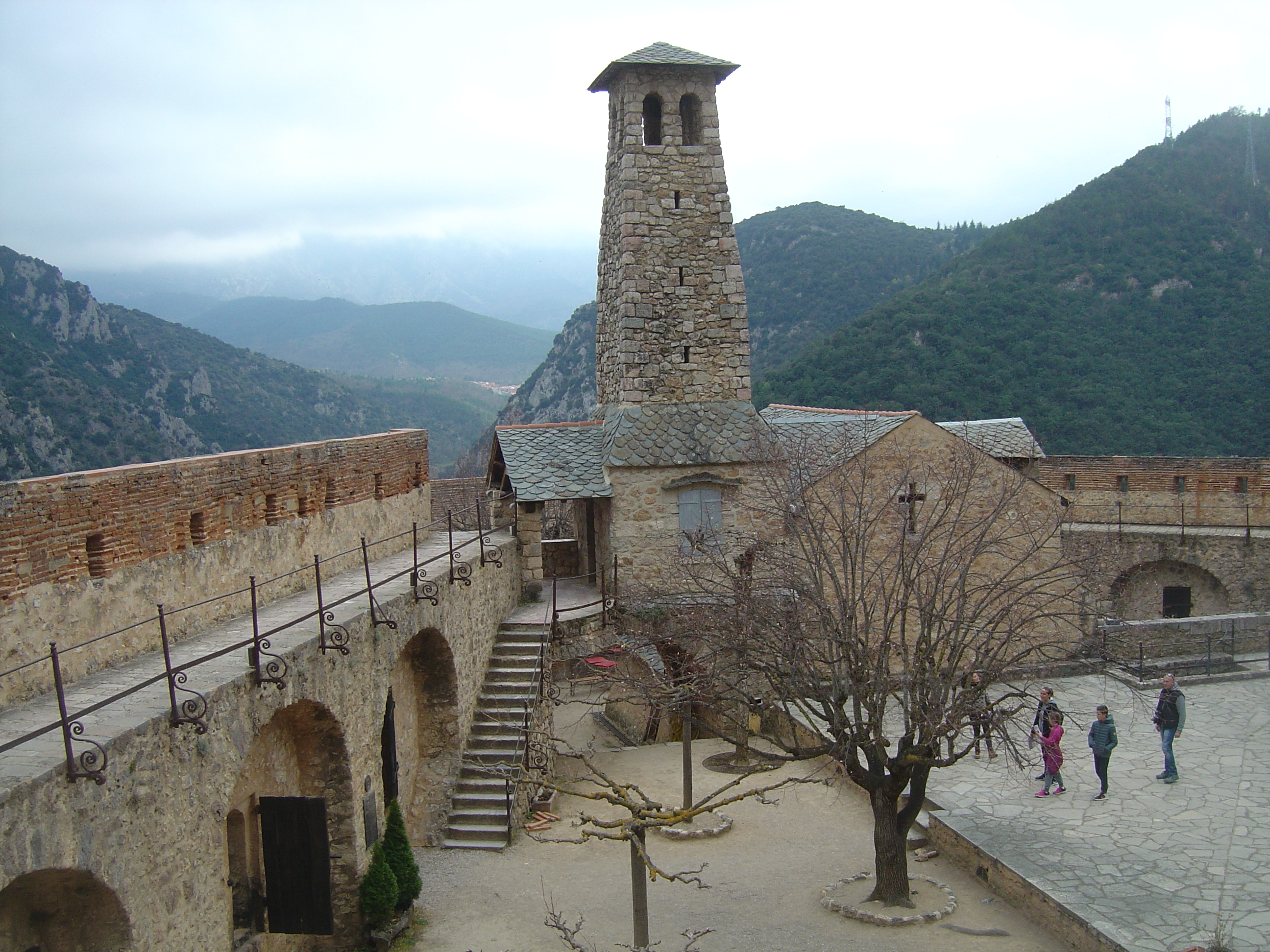
Chapelle et cour intérieure.
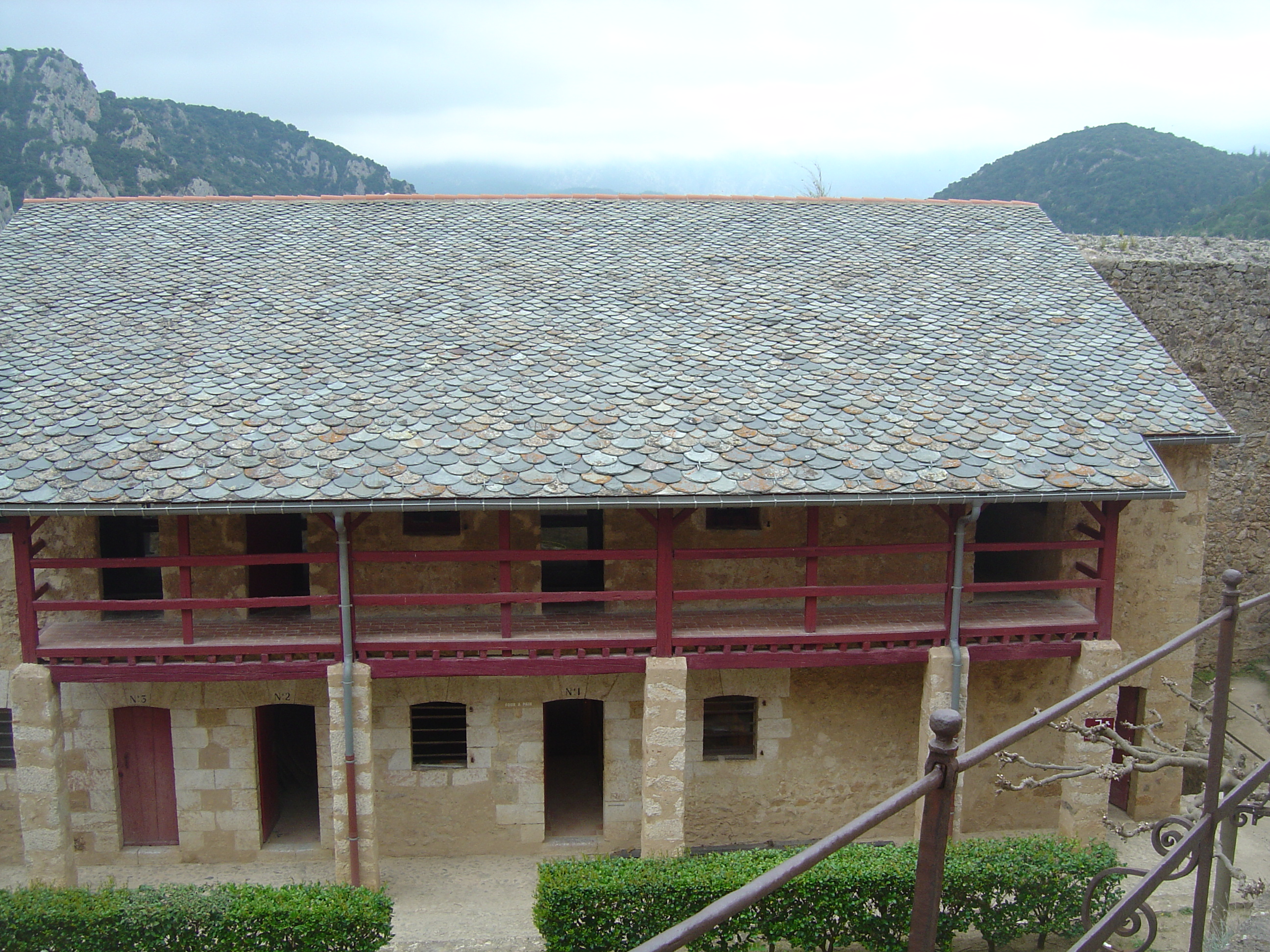
Caserne des sous-officiers.
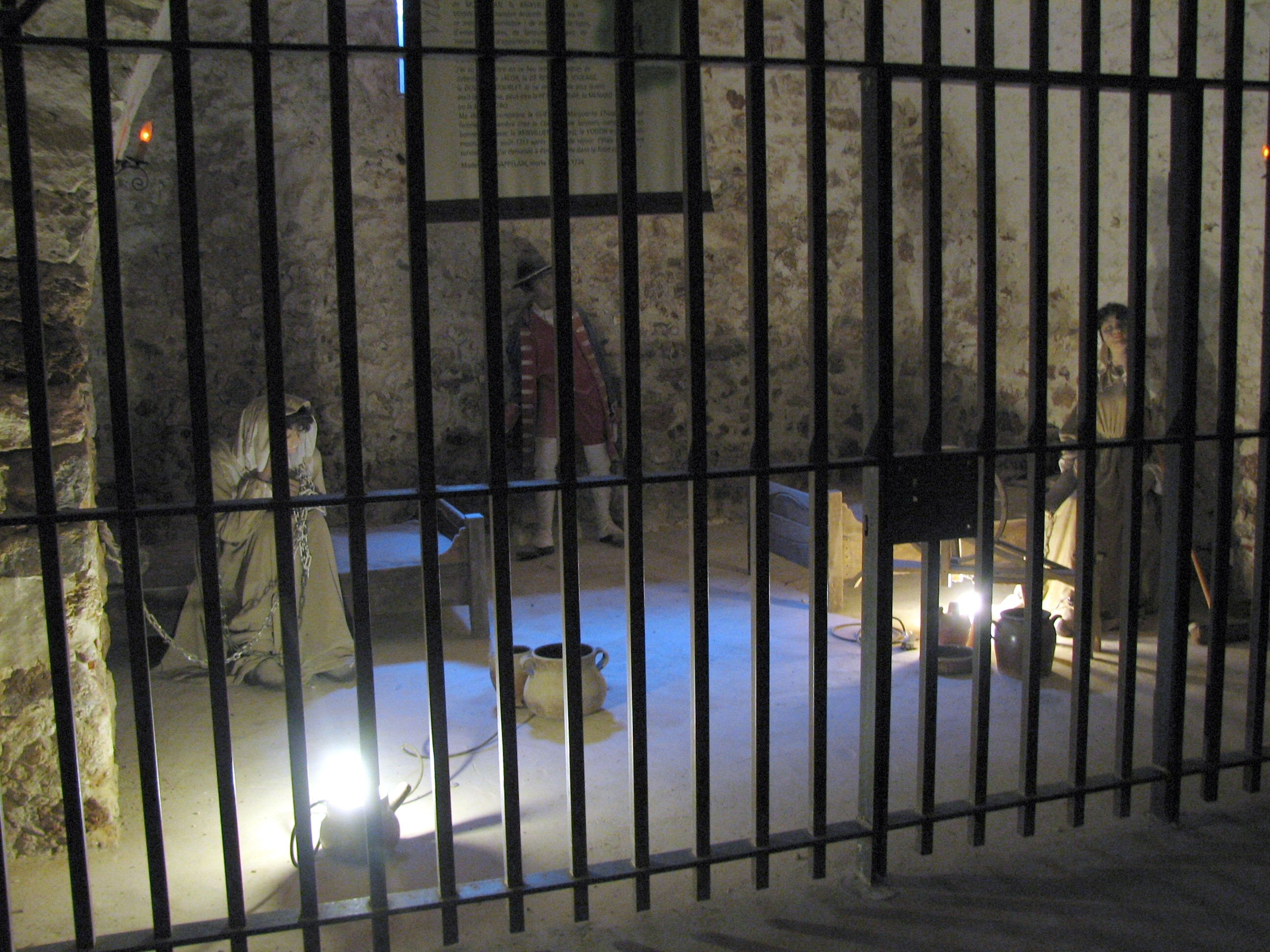
La prison des Dames, au fort Libéria.
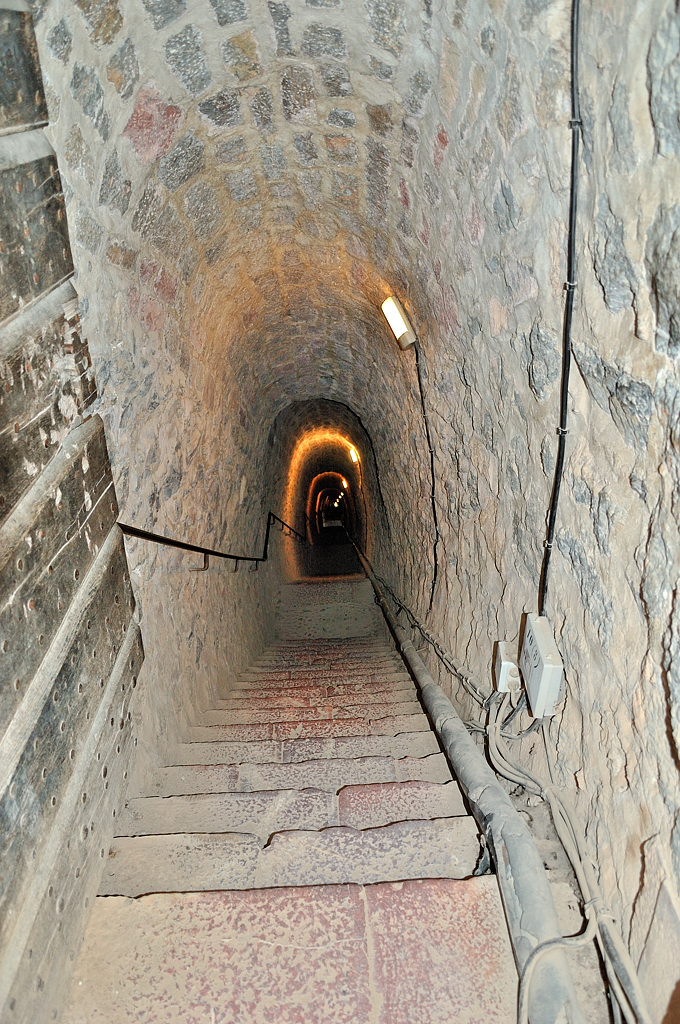
Le souterrain des « 1 000 marches ».

## Monument historique
Le fort Libéria a  été classé « monument historique » en avril 2009 par la commission régionale du patrimoine et des sites du Languedoc-Roussillon (émanation de la direction régionale des Affaires culturelles du ministère de la Culture), en même temps qu'il a été inscrit au patrimoine mondial de l'Unesco (7 juillet 2008) dans le cadre du réseau des fortifications de Vauban. Il s'agit d'une propriété privée depuis la fin du XIXe siècle, néanmoins, d'éventuels travaux de restauration de ce monument pourraient être demandés par l'architecte en chef des monuments historiques[réf. nécessaire].

## Cinéma
Le fort Libéria a servi de décor pour le film Le Bossu d’André Hunebelle en 1959, tourné avec Bourvil et Jean Marais notamment.

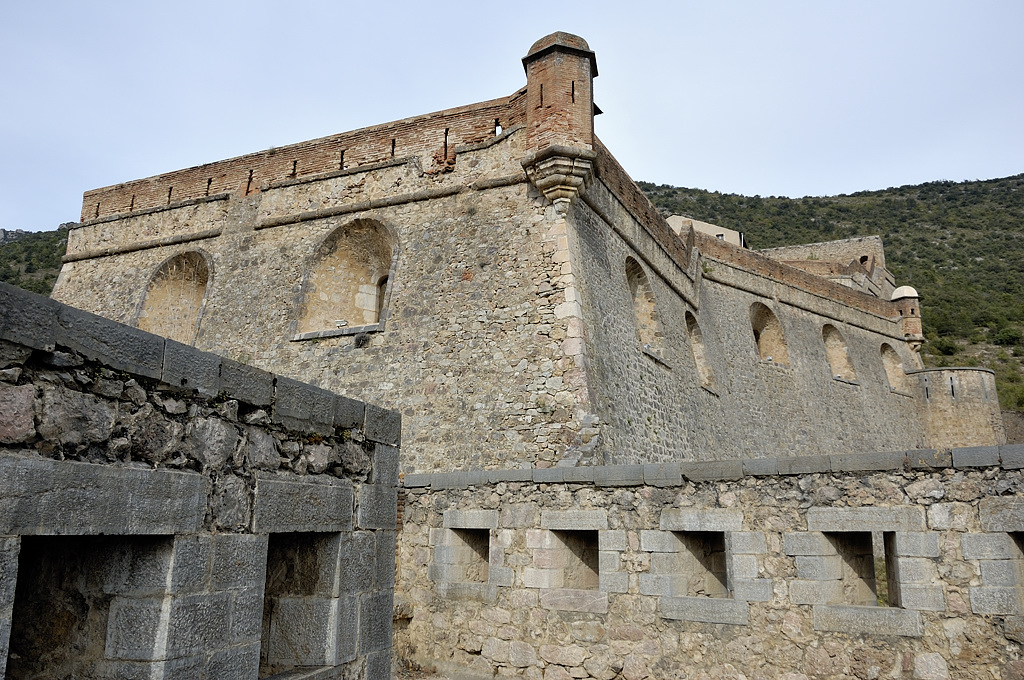
Le fort Libéria vu depuis l'avancée du fort.
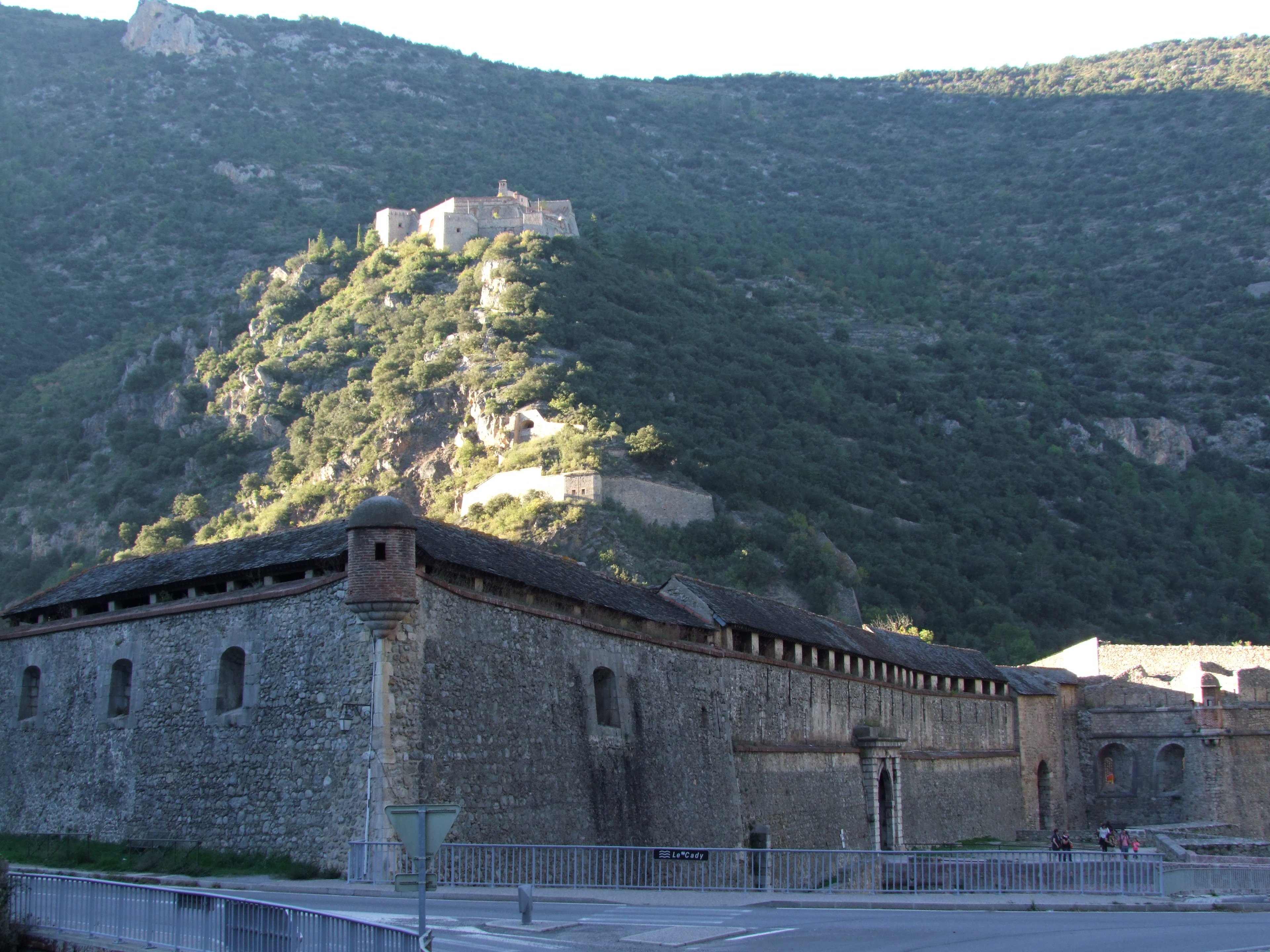
Le fort Libéria vu depuis Villefranche-de-Conflent.
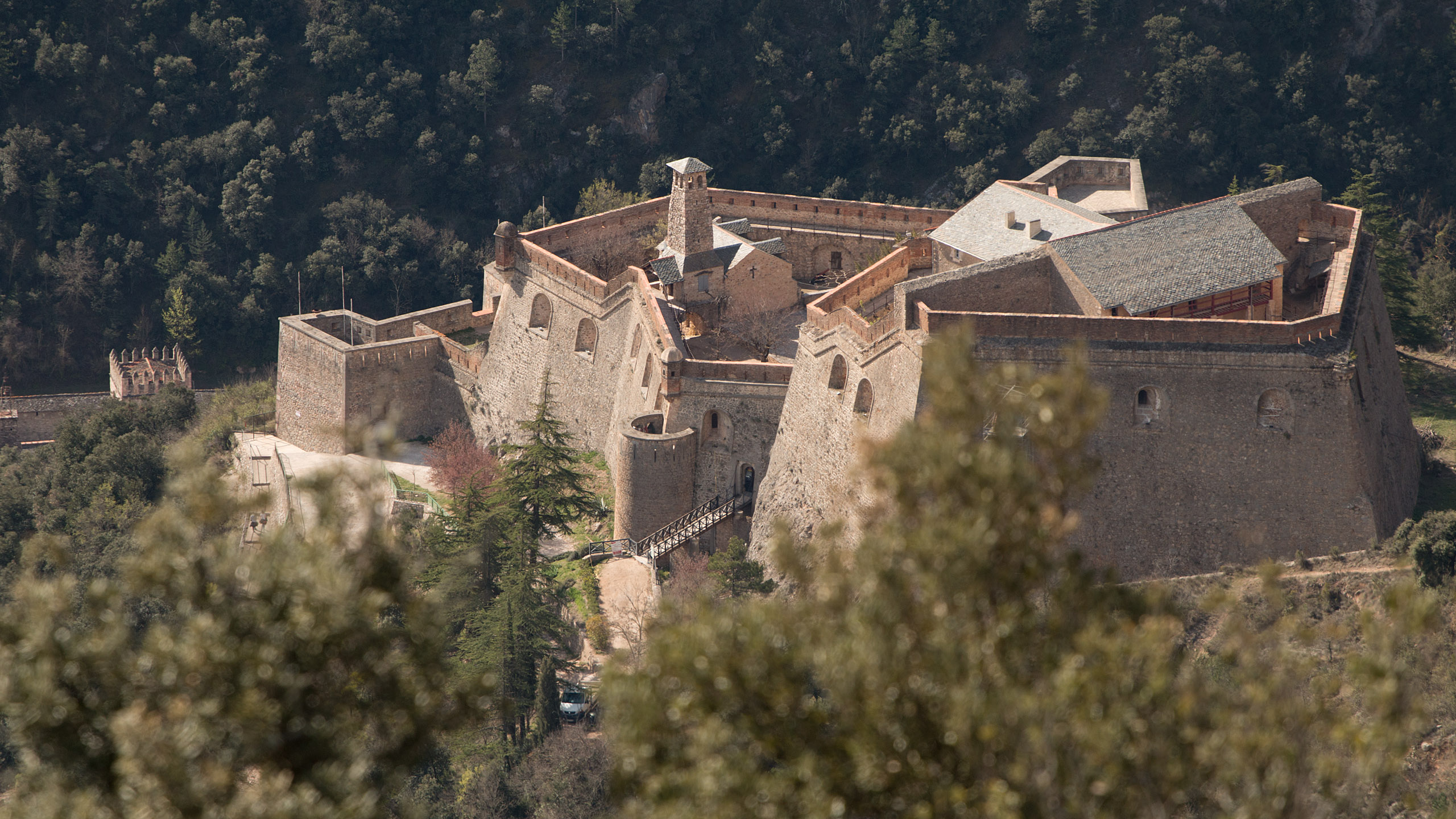
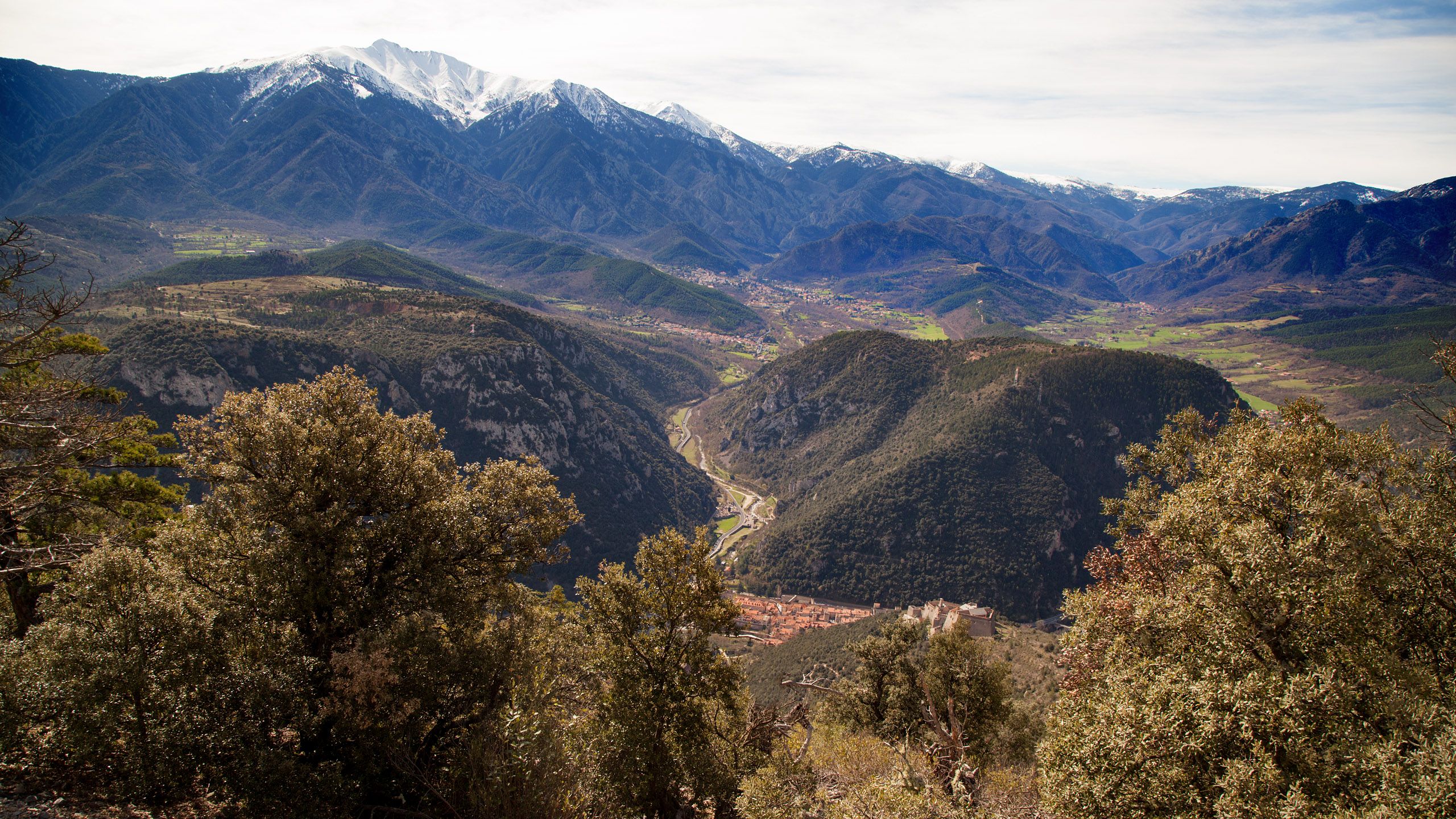
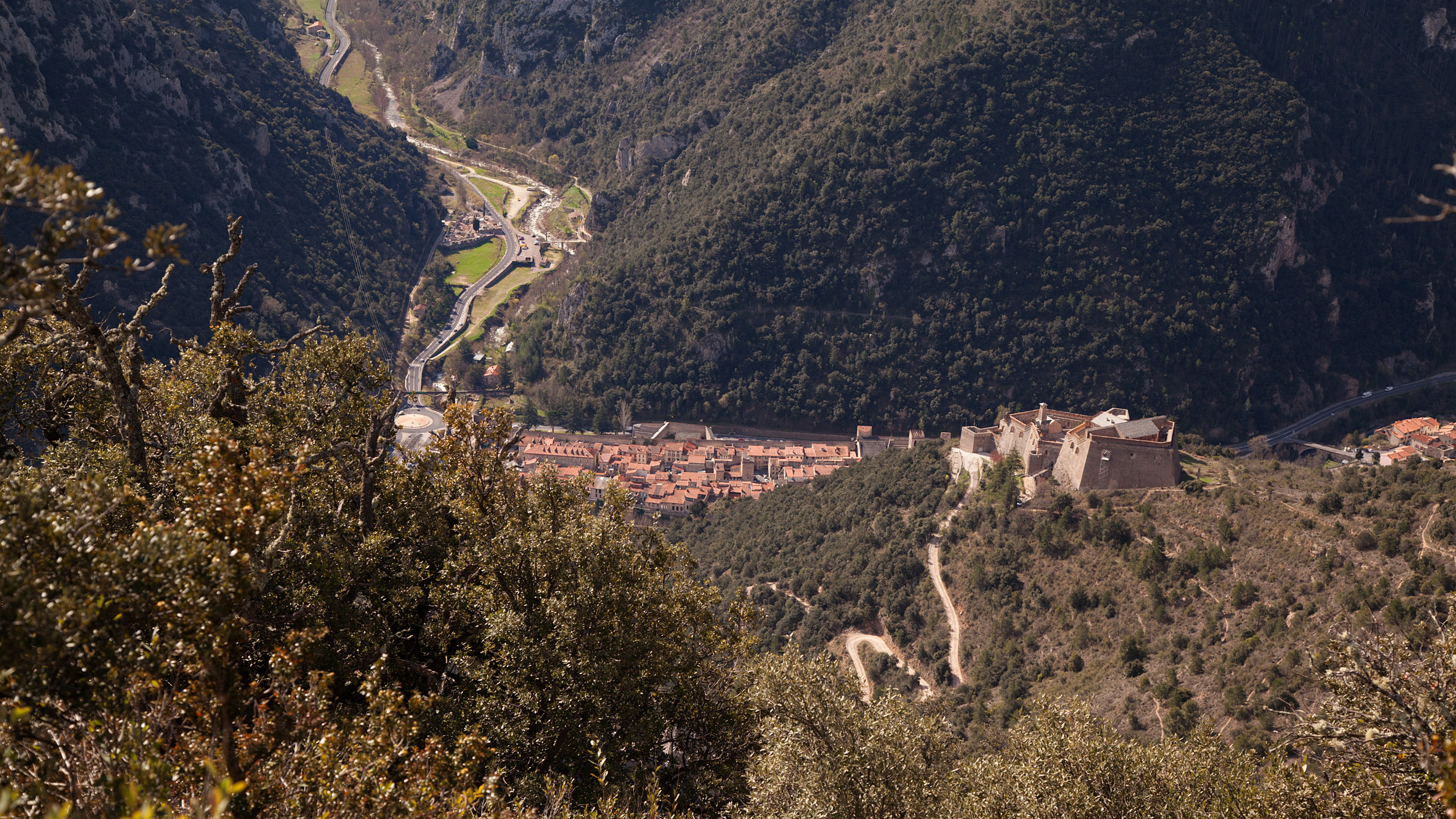